# Pagan Poetry
Pagan Poetry is een single van de IJslandse zangeres Björk afkomstig van het album Vespertine.

## Videoclip
De videoclip van Pagan Poetry is vrij controversieel. Björk heeft in de clip haar hele lichaam vol met piercings hangen en is ook naakt te zien. In het begin van de videoclip is een abstracte lijnen te zien hoe zij en haar vriend de liefde bedrijven. Dit heeft ze opgenomen en geabstraheerd. Ook is te zien hoe ze haar eigen lichaam bepierct. De Engelse MTV had in eerste instantie de clip verboden uit te zenden. De clip is geregisseerd door Nick Knight.

## Uitgaven
Pagan Poetry is op twee verschillende cd-singles en op een dvd-single uitgebracht. De dvd bevat de videoclip.
- dvd en cd-single 1

1. Pagan Poetry
2. Pagan Poetry (Matthew Herbert Handshake Mix)
3. Aurora (Opiate Version)

- cd-single 2

1. Pagan Poetry
2. Domestica
3. Batabid

Pagan Poetry is ook inbegrepen bij het verzamelalbum Greatest hits uit 2002